# Per Svensson (politiker)
Per Gustaf Ansgarius Svensson i riksdagen kallad Svensson i Stenkyrka, född 5 februari 1896 i Stenkyrka socken, Gotland, död där 28 juli 1977, var en svensk lantbrukare och politiker (centerpartist). 
Svensson var ledamot av riksdagens andra kammare 1945–1964, invald i Gotlands läns valkrets. Han var ordförande i Gotlands läns landsting från 1943. Per Svensson är begravd på Stenkyrka kyrkogård.